# 岐阜地鶏
岐阜地鶏（ぎふじどり）とは、岐阜県で飼われている地鶏、おもに郡上周辺で飼われていたことから郡上地鶏とも呼ばれている
平安時代から飼育されていた品種で天岩戸を開かせる際、鳴かせた鶏とも言われている。
伊勢地鶏、土佐地鶏と共に1941年に天然記念物に指定、その後指定された岩手地鶏を含め天然記念物に指定されている地鶏はこの4種類である。
食肉としては流通していないが、この種をベースとして品種改良された奥美濃古地鶏が地域ブランドとして流通している。
なお、NHK『新日本紀行「土と踊りと～岐阜県郡上郡八幡町～』(1971年)(『よみがえる新日本紀行』2020-09-06) では「ぎふじけい」「ぐじょうじけい」と紹介されていた。